# Вирих Филип фон Даун
Гроф Вирих Филип фон Даун (Беч, 19. октобар 1669 — Беч, 30. јул 1741) је био аустријски фелдмаршал. Командовао је аустријским трупама у Рату за шпанско наслеђе.